# Pine-Island-Gletscher
Der Pine-Island-Gletscher (englisch Pine Island Glacier, abgekürzt PIG) ist ein bedeutender Eisstrom im Ellsworthland in Westantarktika. Der vergletscherte Einzugsbereich hat eine Fläche von 162.300 km², die Eismassen des Gletschersystems machen rund 10 % des Westantarktischen Eisschilds aus. Der Pine-Island-Gletscher erstreckt sich vom Hudson-Gebirge bis zur Pine Island Bay in der südlichen Amundsen-See, wo er einen Eisschelf bildet.
Der Pine-Island-Gletscher transportiert mehr Eis ins Meer als jeder andere Gletscher weltweit. Da der Gletscher in den letzten Jahren eine deutlich negative Massenbilanz aufwies, ist dieser Beitrag gestiegen. Die Eisdicke des Gletschers, die auf etwa zwei Kilometer geschätzt wird, nimmt jährlich um ungefähr einen Meter ab. Damit ist der Gletscher, was den Gesamtmasseverlust betrifft, auch der am stärksten schwindende weltweit.
Der Gletscher hat sich in den letzten 20 Jahren deutlich zurückgezogen. Die sogenannte Grounding Line, also die Linie, ab der das Eis beginnt, auf dem Meer zu schwimmen, hat sich in diesem Zeitraum um etwa 20 Kilometer in Richtung der Küste verlagert. Simulationen einer im Jahr 2014 erschienenen Studie legen nahe, dass sich der Rückzug aufgrund des Reliefs am Meeresgrund in den nächsten Jahren deutlich verstärkt, was einen noch fünf Mal so großen jährlichen Masseverlust zur Folge hat. Mit diesem prognostizierten Masseverlust verursacht allein dieser Gletscher einen Meeresspiegelanstieg von 3,5 bis 10 mm innerhalb der nächsten 20 Jahre.

## Entwicklung
Im Jahr 2014 war der Pine-Island-Gletscher für 20 % des Masseverlusts des Westantarktischen Eisschilds verantwortlich. Der beschleunigte Verlust an Mächtigkeit, der seit den 1980er Jahren beobachtet wird, wird auf subglaziales Schmelzen am Grund des Eisschelfs zurückgeführt, welches sich durch die kürzliche Intensivierung der Zirkulation des Zirkumpolaren Tiefenwassers verstärkt hat.
Von 1992 bis 2011 wurde auf Basis von Satellitenaufnahmen ein jährlicher Rückzug der Grounding Line um 0,95 ± 0,09 km gemessen. Dabei ist zu beachten, dass der im Rückzugsgebiet zunehmend steiler abfallende Meeresboden einem Rückzug der Grounding Line eigentlich entgegenwirkt haben sollte. Man geht davon aus, dass die Schmelzvorgänge im Meer und das Ausdünnen des Eisschelfs dazu führen, dass das Gletscherende dem Eisstrom weniger Widerstand entgegensetzt und somit ebenfalls für das Ausdünnen des kontinentalen Teils des Gletschers verantwortlich ist.
Im Oktober 2011 zog der Gletscher die Aufmerksamkeit auf sich, als sich 20 km hinter der Kalbungsfront ein etwa 30 km langer Riss im Schelfeis gebildet hatte. Dies führte am 8. Juli 2013 zur Bildung eines Eisbergs mit einer Fläche von rund 720 km², der in die Amundsen-See trieb. Ein solcher Vorgang ist bei einem solchen Gletscher allerdings nicht ungewöhnlich und nicht notwendigerweise auf die Erderwärmung zurückzuführen.
2014 befand sich die Grounding Line an einer Stelle, an der der Meeresboden zur Küste hin nicht ansteigt, sondern zunächst wieder abfällt. Die Vergangenheit hat gezeigt, dass eine solche Konstellation zur Destabilisierung von Gezeitengletschern führen kann; der zugrundeliegende Prozess wird Marine Ice Sheet Instability genannt. Drei verschiedene Simulationen für den Pine-Island-Gletscher kamen zum Ergebnis, dass sich der Pine-Island-Gletscher recht rasch weitere 40 Kilometer zurückziehen wird. Laut diesen Simulationen wird der jährliche Masseverlust des Gletschers, der von 1992 bis 2011 noch bei 20 Gigatonnen pro Jahr gelegen hatte, in den nächsten 20 Jahren 100 Gigatonnen pro Jahr betragen – dies entspricht einem Meeresspiegelanstieg von 3,5 bis 10 mm in diesem Zeitraum. In den folgenden Jahren bleibt der Masseverlust laut diesen Simulationen auf hohem Niveau von 60 bis 120 Gigatonnen pro Jahr. Eine weitere im Jahr 2014 veröffentlichte Studie machte deutlich, dass der Pine-Island-Gletscher sehr sensitiv auf Klimaveränderungen reagiert. Während im Jahr 2010 der Gletscher ungefähr 69 Kubikkilometer Eis als Schmelzwasser ins Meer transportierte, gab er 2012 mit etwa 35 Kubikkilometern nur etwa die Hälfte an Schmelzwasser ab. Der starke Rückgang im Jahr 2012 war vermutlich auf die deutliche Abkühlung der Amundsen-See zurückzuführen. Diese wurde durch die vorherrschenden östliche Winde verursacht, die durch einen starken La-Niña-Effekt bedingt waren. Normalerweise sind in diesem Gebiet westliche Winde vorherrschend.
2015 und 2017 brachen zwei weitere große Eisberge von Eisschelf ab. Die Abbruchskante verschiebt sich seit langem immer mehr in Richtung Land. Der Gletscher gilt als destabilisiert; im Jahr 2017 ist seine Fließgeschwindigkeit auf 4 km pro Jahr gestiegen. Pro Jahr verliert der Gletscher 45 Mrd. Tonnen Eis.
Im Jahre 2018 veröffentlichten Wissenschaftler der University of Rhode Island’s Graduate School of Oceanography eine Studie, nach der im oberen Bereich des Gletschers, wahrscheinlich im Hudson-Gebirge, unter dem Eis eine bedeutende vulkanische Wärmequelle liegt. Dieser Vulkan war bereits vor 2200 Jahren ausgebrochen. Während der Großteil des beobachteten Abschmelzens nicht durch diesen Vulkanismus verursacht wird, sondern ein Effekt der globalen Erwärmung ist, so sei der Vulkanismus dennoch als zusätzlicher Faktor in künftigen Szenarien zu berücksichtigen: Magmaflüsse könnten sich innerhalb der vulkanisch aktiven Region ändern; oder die geringer werdende Last des abschmelzenden Eisschildes könnte die vulkanische Aktivität verstärken. Schon im Jahr 1993 war auf einen möglichen Einfluss der dortigen vulkanischen Aktivität auf die Stabilität des Eisschildes hingewiesen worden.
Im Frühjahr 2021 erschien eine Studie der Northumbria University (The Cryosphere: H. R. Rosier et al., 2021). Die Forscher modellierten den Eisfluss des Pine-Island-Gletscher im Westen der Antarktis und errechneten Kipppunkte, an dem der Eisverlust irreversibel sein könnte. Der letzte Kipppunkt sei erreicht, wenn das Meerwasser in der Nähe des Gletschers sich dauerhaft um mehr als 1,2 Grad Celsius erwärme. Dies sei durch eine Erwärmung des zirkumpolaren Tiefenwassers und sich verändernde Winde in der Amundsensee immer wahrscheinlicher.

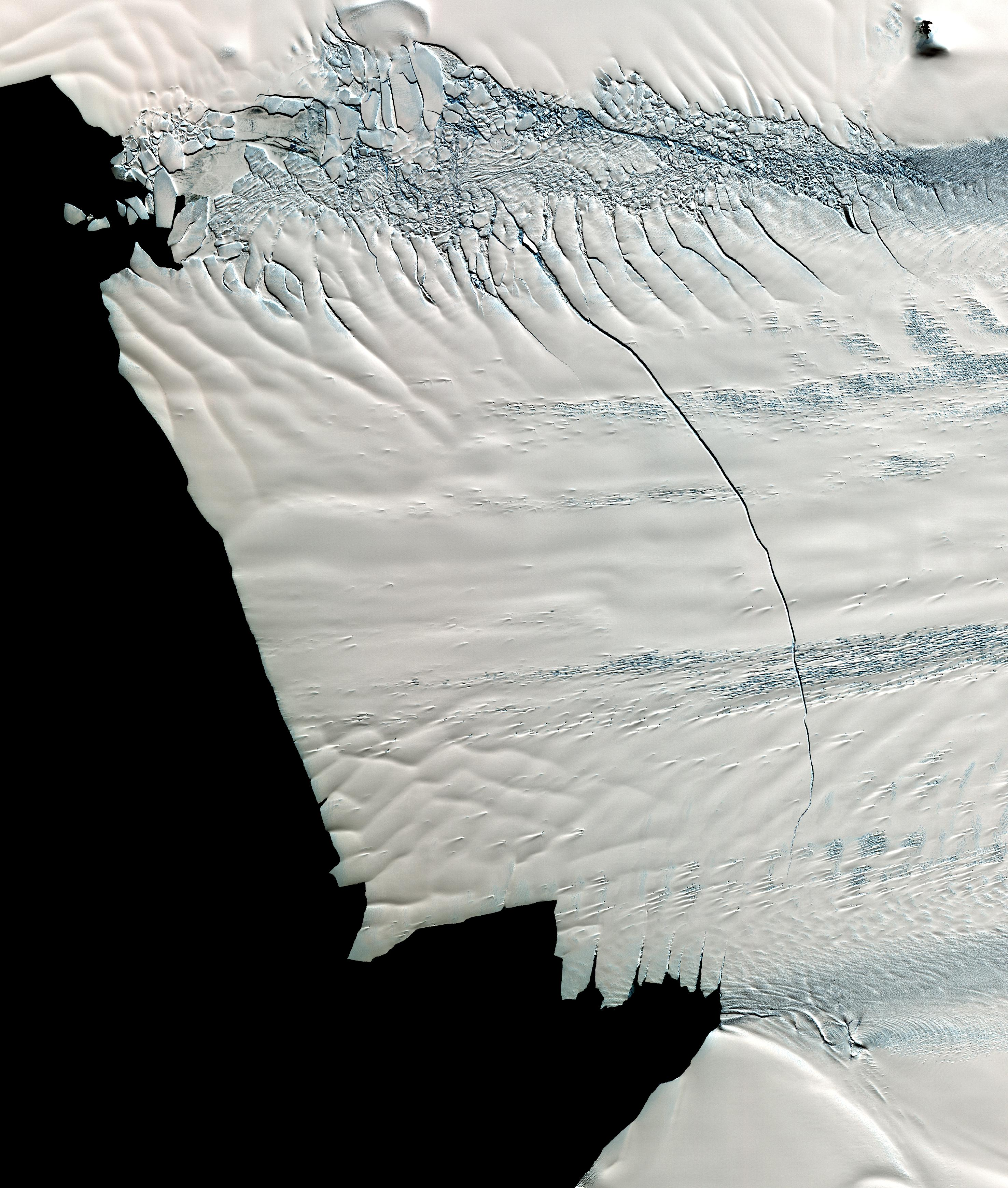
Eisschelf des Pine-Island-Gletschers im November 2011